# Alaska (álbum)
Alaska es el tercer álbum de estudio de la banda Between the Buried and Me. otra versión fue lanzada como un álbum instrumental (excluyendo los tracks 3, 6, and 7).

## Lista de canciones
1. All Bodies – 6:12
2. Alaska – 3:57
3. Croakies and Boatshoes – 2:22
4. Selkies: The Endless Obsession – 7:23
5. Breathe In, Breathe Out – 0:55
6. Roboturner – 7:07
7. Backwards Marathon – 8:27
8. Medicine Wheel – 4:18
9. The Primer – 4:46
10. Autodidact – 5:30
11. Laser Speed – 2:53

- Datos: Q2082299